# Kaji
Kaji (także kaji san, 가지산문/迦智山門) – koreańska szkoła sŏn, jedna z tzw. 9 górskich szkół sŏn.
Szkoła to została założona przez mistrza sŏn Wŏnjŏka Toŭi (zm. 825). W 784 r. udał się on do Chin, gdzie praktykował u ucznia Mazu Daoyi – Xitanga Zhizanga jak i u Baizhanga Huaihaia. Po otrzymaniu przekazu Dharmy od Xitanga, powrócił do Silli w 821 r. Przebywał w Chinach przez 38 lat.
Po powrocie jego nauki nie został zaakceptowane więc osiadł w klasztorze Chinjŏn na górze Sŏrak. W końcu przekazał Dharmę swojemu uczniowi Yŏmgŏ, a ten – Ch'ejingowi.
Yŏmgŏ propagował sŏn w klasztorze Oksŏng na górze Sŏl.
Ch'ejing nauczał w klasztorze na górze Kaji i od tej góry szkoła ta przyjęła nazwę.
Około X/XI w. szkoła ta, tak jak i inne szkoły sŏn, podupadła, po części z powodu potężnej grupy arystokratycznej (militarnej), która panowała nad krajem. Dopiero za Hagila (1052–1144) szkoła kaji się zrewitalizowała. Gdy Iryŏn otrzymał poparcie od dworu królewskiego, który odseparował się od militarnych władców, jako prowadzący Społeczności Suwŏl, wpływy szkoły kaji wzrosły tak bardzo, że stała się wiodącą szkołą sŏn tego okresu.
Potwierdzeniem tego faktu może być wybranie Iryŏna na przewodniczącego Zgromadzenia Dharmy zwołanego w klasztorze Unhae w 1269 r. z okazji ukończenia drugiego zestawu płyt drukarskich z kanonem buddyjskim. Iryŏn także następnie zorganizował w klasztorze In'gak zgromadzenie mnichów wszystkich 9 szkół sŏn. Jeszcze później Narodowy Nauczyciel Pogam Hongu (1250–1322) przekazał wszystkie swoje uprawnienia właśnie tej szkole.
W 1356 r. wszystkie szkoły sŏn zostały zjednoczone pod nazwą chogye przez wybitnego mistrza sŏn T'aego Poŭ (1301–1382).

## Linia przekazu Dharmy zen
Pierwsza liczba oznacza liczbę pokoleń mistrzów od 1 Patriarchy indyjskiego Mahakaśjapy.
Druga liczba oznacza liczbę pokoleń od 28/1 Bodhidharmy, 28 Patriarchy Indii i 1 Patriarchy Chin.
Trzecia liczba oznacza początek nowej linii przekazu w danym kraju.
- 35/8 Mazu Daoyi (709-788) szkoła hongzhou
  - 36/9 Xitang Zhizang (729-814)
    - 37/10/1 Wŏnjŏk Toŭi (zm. 825) szkoła kaji – Korea
      - 38/11/2 Oksong Yŏmgŏ (zm. 844)
        - 39/12/3 Pojo Ch'ejing (804-880)
          - 40/13/4 Yŏnghye
          - 40/13/4 Ch'ŏnghwan
          - 40/13/4 Uich'a
          - 40/13/4 Sŏngak Hyŏngmi (864-917)
            - 41/14/5 Hanjun
            - 41/14/5 Hwabaek

          - 40/13/4 ?un
            - 41/14/5 Hyŏnyang
            - 41/14/5 Haenghŭi